# Atomoxetin
Atomoxetin je lék určený k léčbě příznaků hyperkinetické poruchy, známé také jako ADHD neboli attention deficit hyperactivity disorder. Používá se samotný nebo společně s léky ze skupiny stimulantů. Doporučuje se pouze dospělým a dětem od 6 let věku. Užívá se orálně. Na českém trhu se prodával originální lék pod názvem Strattera, nyní je převážně dostupné pouze jeho generikum pod názvem Atomoxetin.

## Účinky
Atomoxetin je centrální sympatomimetikum působící s vysokou afinitou a selektivitou inhibicí zpětného vychytávání noradrenalinu a blokádou presynaptického noradrenalinového transportéru. Po podání atomoxetinu dojde v prefrontální kůře ke zvýšení hladin noradrenalinu a dopaminu, prefrontální kortex je oblastí zodpovědnou za udržování pozornosti, rozhodování, sebeovládání, za motorické sekvence a impulzivitu. Předpokládá se, že zvýšení hladin noradrenalinu a dopaminu v této oblasti je zodpovědné za působení atomoxetinu v terapii hyperkinetické poruchy. Protože atomoxetin neovlivňuje hladiny dopaminu ve striatu, nedochází ke vzniku tiků nebo ke zhoršení komorbidní tikové poruchy a léčba atomoxetinem není provázena rizikem vzniku závislosti.

### Vedlejší účinky
Atomoxetin může způsobit celou řadu nežádoucích účinků včetně trávicích obtíží, ztráty pocitu hladu, bolestí hlavy, sucha v ústech, nežádoucích změn chování, poruch spánku (atomoxetin ovlivňuje spánek méně než methylfenidát, přesto však u dospělých nemocných může vést k insomnii, k prodloužení REM latence a zkrácení REM spánku) a alergických reakcí, které byly zaznamenány mimořádně. Nejčastěji šlo o vyrážku, angioneurotický edém a kopřivku. Preparát může být nebezpečný v kombinaci s řadou dalších léků.